# Alice Sara Ott
Alice Sara Ott (Monaco di Baviera, 1º agosto 1988) è una pianista tedesca.

## Biografia
Sua madre, giapponese, aveva studiato pianoforte a Tokyo; suo padre era un ingegnere civile tedesco. Ott, che disse di aver capito da piccola che "la musica era il linguaggio che va molto al di là di ogni parola" e che voleva comunicare ed esprimersi attraverso la musica, iniziò le lezioni di pianoforte all'età di quattro anni, e all'età di cinque raggiunse la fase finale del concorso giovanile a Monaco, suonando al tutto esaurito nella Hercules Hall.  All'età di sette anni ha vinto il concorso Jugend musiziert in Germania.  Nel 2002, Ott è stata la più giovane finalista all'Hamamatsu International Piano Academy Competition in Giappone, dove ha vinto il premio Most Promising Artist. Dall'età di dodici anni, ha studiato al Mozarteum di Salisburgo con Karl-Heinz Kämmerling  mentre continuava la scuola a Monaco.
Anche sua sorella minore Mona Asuka Ott è una pianista classica.
Nel febbraio 2019, Ott ha annunciato su Instagram che il 15 gennaio dello stesso anno le era stata diagnosticata la sclerosi multipla, riportando la notizia anche sul suo sito ufficiale.

## Carriera
Ott ha effettuato incisioni per la Deutsche Grammophon e si esibisce regolarmente in tournée in Europa, Giappone e Stati Uniti. Ha vinto il primo premio al concorso Bach 2003 a Köthen, il concorso Pianello Val Tidone 2004 in Italia, e il quarto concorso internazionale EPTA (European Piano Teachers Association) nel 2005.

## Discografia
Ott è sotto contratto discografico con la Deutsche Grammophon e le sue registrazioni includono: 
- 2009 - Liszt : Études d'exécution transcendante
- 2010 - Chopin : Complete Waltzes
- 2010 - Liszt: Concerto per pianoforte n. 1 e Tchaikovsky : Concerto per pianoforte n. 1
- 2011 - Beethoven : Sonate per pianoforte No.3 in C, Op.2 No.3 e No.21 in C, Op.53 ( Waldstein )
- 2013 - Mussorgsky : Pictures at an Exhibition e Schubert : Piano Sonata in D major, D850
- 2014 - Scandale (con Francesco Tristano) - Tristano: A Soft Shell Groove; Stravinsky : The Rite of Spring ; Rimsky-Korsakoff : Scheherazade - La storia del principe Kalendar ; Ravel : La Valse
- 2015 - The Chopin Project (con Ólafur Arnalds)
- 2016 - Wonderland. Edvard Grieg : 
  - Concerto per pianoforte in la minore, op.16;
  - Lyric Pieces Book I, Op.12, Album Leaf; Danza degli Elfi; Libro III, op.43, Butterfly; Saltare; Libro V, Op.54, March Of The Trolls; Notturno; Libro VII, Op.62, Brooklet; Libro VIII, Op.65, Ballata; Giorno delle nozze a Troldhaugen; Libro X, Op.71, C'era una volta;
  - Peer Gynt Suite No.1, Op.46, Nella Sala del Re della Montagna; Peer Gynt Suite No.2, Op.55, Solveig's Song
- 2018 - Nightfall
  - Claude Debussy
    - Rêverie, L. 68;
    - Suite bergamasca, L. 75

  - Erik Satie
    - Gnossiennes : n. 1 (Lent), n. 3 (Lent);
    - Gymnopédies : No.1 (Lent et douloureux)

  - Maurice Ravel
    - Gaspard de la Nuit, M. 55;
    - Pavane pour une infante défunte, M. 19
- 2021 - Echoes of Life
  - Frédéric Chopin: Preludi, Op. 28
  - Francesco Tristano: In The Beginning Was
  - György Ligeti: Musica ricercata I. Sostenuto. Misurato. Prestissimo.
  - Nino Rota: Valzer
  - Jason Beck: Prelude in C Sharp Major
  - Toru Takemitsu: Litany (In Memory of Michael Vyner)
  - Arvo Pärt: Für Alina
  - Alice Sara Ott: Lullaby to Eternity (su frammenti del Lacrimosa dal Requiem di Mozart)